# Clara Lotte von Marcard
Clara Lotte von Marcard-Cucuel (* 7. Mai 1871 in Berlin; † 3. April 1955 in Pasadena, Kalifornien) war eine deutsch-amerikanische Blumen- und Landschaftsmalerin.

## Leben
Die Tochter des preußischen Politikers Eduard Marcard (1826–1892) und der Wilhelmine Margarethe Dorothee, geb. Gosling (1831–1919) kam ca. 1906 nach München, um Privatunterricht in der Malerei zu nehmen. Sie war Schülerin von und eng befreundet mit den Malern Philipp Klein und Leo Putz.
1913 heiratete sie den amerikanischen Maler Edward Cucuel.

## Werk/Wirken
Im April 1915 Kollektivausstellung zusammen mit ihrem Ehemann Edward Cucuel in der Galerie Heinemann in München.